# モンゴルのポーランド侵攻
モンゴルのポーランド侵攻（モンゴルのポーランドしんこう）は、「バトゥの西征」（モンゴルのヨーロッパ侵攻）のうち、1240年後半から1241年にかけての「トゥルスクの戦い」、「フミェルニクの戦い」、「レグニツァの戦い」、「モヒの戦い」などのシロンスク公ヘンリク2世率いるキリスト教騎士修道会とポーランド軍を壊滅させた諸戦闘の総称である。

## 前史
バトゥに率いられたモンゴルの西方遠征軍は、1236年に中央アジアを出てヴォルガ・ブルガールを侵攻し、1237年から1240年にかけてルーシ侵攻を行い、ヴォルガ・ブルガールやルーシ諸国を完全に圧倒した。モンゴル軍はこれで征服を終えることはなく、さらに西を目指し、ポーランドおよびハンガリーへと侵入した。
モンゴルのヨーロッパ侵攻は全ヨーロッパを震撼させた。教皇グレゴリウス9世は、全キリスト教徒に対し、ポーランドを救援してこの異教徒襲来と戦うべしという詔書を発している。騎士修道会は、ポーランド諸王侯と共同防衛をするよう命じられる。

## 侵攻
ポーランド侵攻軍はチャガタイ家のバイダル、オゴデイ家のコデン、ジョチ家の長兄オルダの3人の将軍に率いられ、1240年後半には偵察活動に入った。彼らに率いられたモンゴル軍のトゥメン（万人隊）は既に占領していたヴォロディームィル＝ヴォルィーンシキー（当時キエフ・ルーシ領で、後にハールィチ・ヴォルィーニ大公国領となったヴォルィーニ公国の街。現ウクライナ・ヴォルィーニ州）から行軍を開始し、最初にルブリンを略奪し、1241年2月13日にバイダルとコデンは凍ったヴィスワ川を渡河してクラクフ公ヴウォジミェシュ率いるポーランド軍の守るサンドミェシュ（ポーランド語: Sandomierz、独: Sandomir サンドムィル）を包囲し、陥落させた（トゥルスクの戦い）。
モンゴル帝国のヨーロッパ侵攻軍は3軍団を擁していたが、モンゴル軍はサンドミェシュから複数の部隊に分かれて行動した。バトゥ率いるモンゴル軍本隊は、カルパチア山脈のベレッケ峠からパンノニア平原に入ってハンガリーに進撃した（モヒの戦い）。
オルダの支隊はポーランド中部と中北部を荒らし、ヴォルブシュから北はウェンツィツァを経由してヴウォツワヴェクまで進んだ後南転し、コニンとシェラツを蹂躙してヴロツワフに向かった。一方、当時ポーランドの諸公達の中で最も勢力を持っていた公の一人であるシロンスク公ヘンリク2世は、レグニツァ近辺で自軍と同盟者の軍勢を招集した。ヘンリク2世はさらに軍勢の規模を大きくするため、シロンスク公国で最も大きな都市の1つだったヴロツワフを見捨て、モンゴルの荒らすに任せた。
バイダルが率いる支隊は、サンドミェシュからポーランド南部に進撃した。3月18日にフミェルニクの戦いでヴウォジミェシュ率いるクラクフとサンドミェシュの連合軍が再び敗れ、ヴウォジミェシュが戦死するとポーランドはパニック状態となった。3月24日、市民が見捨てたクラクフ市はモンゴル軍によって包囲され焼き払われた。
バイダルが率いる支隊はその後、ポーランドの南部、西部のタルチェク（タルチェクの戦い）、ビトム、ラチブシュ（ラチブシュの戦い）、オポーレ（オポーレの戦い）を蹂躙し、ヴロツワフでオルダの支隊と合流した。一方、ヘンリク2世はボヘミアからヴァーツラフ1世の率いる大軍が救援に来るのを待っていた。バイダルとコデンがヴロツワフを包囲するかを思案中に、ヘンリク2世の軍勢にボヘミアの援軍が近付いているのを知った。バイダルとオルダが率いる2つの支隊はヴロツワフを離れ、ヘンリク2世の軍勢がボヘミア軍と合流するのを阻もうとした。
4月9日、モンゴル軍はレグニツァ近郊のレグニツキェ・ポーレ（ポーランド語でレグニツァの野）で、ヘンリク2世率いるポーランド・ドイツ連合軍と対峙した（レグニツァの戦い（ワールシュタットの戦い））。ポーランド・ドイツ連合軍には、主力となるドイツ騎士団、オポーレ公ミェシュコ2世の軍隊、トゥルスクとフミェルニクで敗北したポーランド軍、そしてテンプル騎士団とホスピタル騎士団のメンバー達と少数の外国人義勇兵が加わっていた。ヘンリクの軍勢は敵と同数かそれ以上の数の軍隊を擁し、有効な戦略を採用していたが、組織・規律・武装・経験に勝るモンゴル軍には全く歯が立たず、4月9日の戦いで大敗、ヘンリク2世は戦死した。モンゴル軍はレグニツァ城を占領しなかったが、ヴロツワフなどのシロンスク公国領内をほしいままに略奪して回った。
ポーランド攻撃に従事した後、バイダルとオルダの支隊はボヘミア軍との衝突を避けて5月にはハンガリー領モラヴィア（現チェコ東部）地方に移り、1241年にオロモウツでオロモウツの戦いを行なった。そこでハンガリーを西進中のバトゥ率いる本隊との合流を待った。4月11日バトゥ率いる本隊は、モヒの戦いでハンガリー軍を破るとバイダルの支隊と合流し、孤立していたバーベンベルク家フリードリヒ2世のウィーンを目指した。

## 影響
この時期の欧州は、グレゴリウス9世とフリードリヒ2世を支持するロンバルディア同盟とが対立した「教皇派と皇帝派」の対立の真最中であったが、1241年8月22日にグレゴリウス9世が逝去し、10月25日のコンクラーヴェで選出されたケレスティヌス4世も11月10日に死去し、ローマ教皇はインノケンティウス4世が即位する1243年6月28日まで不在であった。
しかし翌1242年、カアンのオゴデイが死ぬと、カアン家の王子たちは帝国の首都カラコルムで開かれるクリルタイに集まって次のカアンを選出するためにモンゴルへと帰り、ウィーンはモンゴル軍による破壊と占領を免れた。3月、モンゴル軍は帰路でボスニア・セルビア・第二次ブルガリア帝国を通過したが、イヴァン・アセン2世がバトゥ軍を攻撃した。翌年、バトゥ軍は第二次ブルガリア帝国へ復讐戦に戻ったが、第二次ブルガリア帝国が和解金を支払う事に同意したため、戦闘は回避された。
ポーランドの分裂状態を収拾して国家の再統合を実現しつつあったシロンスク公ヘンリク2世の死により、ポーランド統合は白紙に戻った。このことはシロンスクがポーランドから離脱する事態を生み、14世紀にポーランド国家の統合が実現するまでに、シロンスクはポーランドの領域から外れてしまった。

### ヤロスラヴの戦い
1245年にはガリツィア軍にポーランド王国・ハンガリー王国が加わり、ヨーロッパ側の最前線であったハールィチ・ヴォルィーニ大公国（現在のウクライナ。当時、ルーシと呼ばれた地方）へ侵攻し（ヤロスラヴの戦い）、ハールィチ・ヴォルィーニ大公国がジョチ・ウルスに臣従した。1246年　ライタ川の戦いでハンガリー王国のベーラ4世とハールィチ・ヴォルィーニ大公国の連合軍が、オーストリア公フリードリヒ2世を敗死させる。1248年　バーベンベルク家の断絶につけこんだボヘミア王オタカル2世がオーストリアなどの支配権を獲得。1250年12月13日に神聖ローマ皇帝フリードリヒ2世が死去。

### ダヌィーロの独立戦争
1253年になってに、新教皇インノケンティウス4世はハールィチ・ヴォルィーニ大公ダヌィーロに対し王位を与えジョチ・ウルスを牽制した。1256年にバトゥが死去すると、ダヌィーロはモンゴルからの独立を宣言し、教皇も反モンゴル十字軍を呼びかけたが、応じる国はなかった。ダヌィーロは、バトゥの部下であるクレムサが率いるモンゴル政権と幾度か戦ったものの、1259年にモンゴル軍に降伏した。

### 第2次ポーランド侵攻
さらに、最初のポーランド侵攻から18年後の同年、ベルケの統治下にあったジョチ・ウルスの軍隊2万人（2トゥメン）がリトアニアを襲撃後に第2次ポーランド侵攻を開始した。この軍隊の指揮官はノガイとボロルタイであり、モンゴル軍はハールィチ・ヴォルィーニのレーヴ・ダヌィーロヴィチらを先兵としてルブリン、シェラツ、サンドミェシュ、ザヴィホスト、クラクフそしてビトムを略奪したが、ベルケにはポーランドを占領したり征服する意図はなかった。教皇アレクサンデル4世は、この襲撃のあとタタールに対する十字軍を組織しようと試みたが、失敗した。1260年　クレッセンブルンの戦いでハンガリー王国のベーラ4世がオタカル2世に敗れる。
1265年2月には、東ローマ帝国のミカエル8世パレオロゴスは、マムルーク朝エジプトに対抗するべく、娘のデスピナをイルハン朝に嫁がせようとしていたが、フレグが急死したため、息子のアバカに嫁ぎ、同盟関係になった。1262年のベルケ・フレグ戦争以来、イルハン朝とジョチ・ウルスは対立関係にあったため、1265年7月にノガイ率いるジョチ・ウルス軍は、ミカエル8世パレオロゴスの東ローマ帝国に侵攻し、撃破した。ミカエル8世は、娘エウフロシュネー（Euphrosyne Palaeologina）をノガイに嫁がせ、東ローマ帝国はジョチ・ウルスとも同盟した。
1278年　マルヒフェルトの戦いで、ボヘミアのオタカル2世は、神聖ローマ皇帝ルドルフ1世とラースロー4世の連合軍に破れ、ハプスブルク家の神聖ローマ皇帝が欧州の有力な勢力となる。

### 第3次ポーランド侵攻
モンゴルは、1286年と1287年にも、ノガイによる小規模な第三次ポーランド侵攻を行った。1286年、トゥラ・ブカはロシアの諸公数人とともにポーランドへと侵入し、幾つかの都市を攻略した。侵入軍は2万人のポーランド人捕虜をハン国に拉致していった。しかし1287年のトゥラ・ブカとノガイが指揮した侵攻は失敗に終わった。ルブリン、マゾフシェ、サンドミェシュとシェラツは略奪できたものの、モンゴル軍はクラクフで敗北した。ただし、クラクフは結局は略奪を受けた。この際のモンゴル軍は1トゥメンもおらず、これはジョチ・ウルスが1284年から始まったイル・ハン国との紛争に軍隊を動員していたためだった。モンゴル軍はポーランド総力軍に太刀うちできる規模ではなく、包囲を破るための技術者も城壁を突破するための装備も持ち合わせていなかった。彼らは隊商行列を襲い、いくつかの小都市を焼き払ったが、結集したポーランド軍に追われた。レーヴ・ダヌィーロヴィチは、ハンガリー王国のザカルパッチャ地方を奪い、ポーランド王国のルブリン州を占領すると、チェコ・リトアニア・ドイツ騎士団と同盟を結び、反モンゴル政策を鮮明にした。
その後も、ポーランド王国（およびポーランド・リトアニア共和国）は、ジョチ・ウルスの後継国家であるクリミア・タタールと国境をめぐる争いを続けた。
一方、この侵攻の後にドイツ人の東方植民が本格化していく。ポーランドの分裂と戦乱、幾度ものモンゴル侵攻や住民の拉致もあり、ポーランド西部の公国群は13世紀には急速に衰退した。荒廃したシロンスク地方の復興に際しては、ドイツ人が西方から招かれた。人口圧力と領主からの弾圧に悩むドイツ農民は11世紀から12世紀にかけてポーランド諸侯の勧誘を受けて東方へ入植していたが、13世紀のモンゴル侵攻後はこれが顕著となっている。東方植民の結果、シロンスク地方の上流社会はポーランド人のシロンスク・ピャスト家の人々が支配した。シロンスクのピャスト諸侯はポーランド語などポーランドの文化はかなり後の時代まで保持したものの、その一方で神聖ローマ帝国との政治的な結びつきを深めていき、さらに商工民や農民からなる民衆社会はおもに都市を中心として急速にドイツ化（代が下るごとに言語や文化がドイツ的になっていくこと）していった。
この結果、シレジア地方はポーランドのほかの各地方とは異なる独特の社会・外交構造を形成していく。シロンスク・ピャスト家はドイツ社会をはじめとする西欧社会を利用することでポーランド王国における政治的発言力を強めようとし、この政策を用いてシロンスク・ピャスト家の主導するポーランドの再統一を実現しようとしていった。1410年のグルンヴァルトの戦いでは、シロンスク・ピャスト諸侯の多くはポーランドの伝統的な継承王家であるピャスト家とは血縁のないヤギェウォ家のヴワディスワフ2世を担ぐポーランド・リトアニア連合の形（実際はヴワディスワフ2世でなくクラクフ公国すなわちマウォポルスカ地方の貴族たちや、マゾフシェ、サンドミェシュ、シロンスク、ヴィエルコポルスカの各地方の諸侯がポーランド政治の実権を握っていた）に反対し、シロンスク・ピャスト家による王位奪還をめざしてドイツ騎士団方に援軍を送っている。
一方、モンゴルのポーランド侵攻は戦術面でもポーランドに多大な影響を与えた。ポーランドは軽騎兵の利点を生かすモンゴル人の戦い方を理解するとそれを採りいれ、また対策法を編み出していった。ポーランドによる戦術の改良は、早くも13世紀終盤にはモンゴル人の撃退にいくつか効果を発揮しはじめ、モンゴルによるポーランド侵攻の試みは成功しなくなった。また、15世紀に入るとモンゴル系のリプカ・タタール人たちの多くは社会的に寛容なことで知られるポーランドを選択し、軽騎兵部隊としてポーランド軍で活躍することになる。騎兵の機動力を重視したポーランドの戦術は、後の宿敵オスマン・トルコとの長き戦いにおいて最大の効果を発揮した。
フス戦争（1419年 - 1434年）では、ボヘミアとポーランドを中心とするフス派信者がヨーロッパ史最初の火器といわれる「ハンドキャノン」を使用した。1453年のコンスタンティノープルの陥落では、ハンガリー人のウルバン (Orban) が開発した「ウルバン砲」でオスマン帝国軍が砲撃した。ボヘミア、ポーランド、ハンガリーは、いずれもモンゴルの侵攻を受けた地域で、ヨーロッパにおける火器の発達史において初期の中心地となった。
アジアへは、ポルトガル製大砲が伝来した。日本へは、1576年にキリシタン大名として知られる大友宗麟のもとにフランキ砲が伝来したのが最初の記録である。中国へ逆輸入された大砲は、1626年の寧遠の戦いに袁崇煥が使用した紅夷大砲の記録がある。

## 文化遺産
クラクフでは、モンゴル侵攻の名残りはライコニク(en)（祝祭のキャラクター）やヘイナウ・マリアツキ(en)（トランペット曲）に見ることができる。

## 映画
- 蒙古の嵐（英語版） - 原題『I mongoli』 (イタリア・フランス) 115分 公開：1961年8月31日(イタリア)、1961年9月22日(フランス)、1962年2月25日(日本・東和)、1962年9月26日(アメリカ)